# Pływanie na Letnich Igrzyskach Olimpijskich Młodzieży 2010 – sztafeta mieszana 4 × 100 metrów stylem dowolnym
Zawody sztafet mieszanych na dystansie 4x100 metrów stylem dowolnym w pływaniu na Letnich Igrzyskach Olimpijskich Młodzieży 2010 odbyły się 15 sierpnia w Singapore Sports School w Singapurze.

## Wyniki - eliminacje

### Wyścig 1
| Rk | Tor | Kraj      | Czas    | Uwagi |
| -- | --- | --------- | ------- | ----- |
| 1  | 5   | Chiny     | 3:39.39 | Q     |
| 2  | 4   | Hongkong  | 3:40.34 | Q     |
| 3  | 6   | Serbia    | 3:41.15 |       |
| 4  | 3   | Włochy    | 3:42.44 |       |
| -  | 2   | Hiszpania | -       | DSQ   |

### Wyścig 2
| Rk | Tor | Kraj              | Czas    | Uwagi |
| -- | --- | ----------------- | ------- | ----- |
| 1  | 5   | Kanada            | 3:36.80 | Q     |
| 2  | 4   | Francja           | 3:37.03 | Q     |
| 3  | 7   | Stany Zjednoczone | 3:38.89 | Q     |
| 4  | 6   | Rosja             | 3:39.69 | Q     |
| 5  | 2   | Południowa Afryka | 3:43.85 |       |
| 6  | 3   | Islandia          | 3:49.60 |       |

### Wyścig 3
| Rk | Tor | Kraj              | Czas    | Uwagi |
| -- | --- | ----------------- | ------- | ----- |
| 1  | 4   | Australia         | 3:34.67 | Q     |
| 2  | 3   | Niemcy            | 3:38.69 | Q     |
| 3  | 5   | Brazylia          | 3:41.07 |       |
| 4  | 2   | Singapur          | 3:42.88 |       |
| 5  | 6   | Japonia           | 3:49.23 |       |
| 6  | 7   | Trynidad i Tobago | 3:51.35 |       |

## Wyniki - finał
| Rk | Tor | Kraj              | Czas    | Uwagi |
| -- | --- | ----------------- | ------- | ----- |
|    | 7   | Chiny             | 3:31.34 |       |
|    | 4   | Australia         | 3:31.69 |       |
|    | 3   | Francja           | 3:35.90 |       |
| 4  | 5   | Kanada            | 3:36.05 |       |
| 5  | 6   | Niemcy            | 3:36.06 |       |
| 6  | 2   | Stany Zjednoczone | 3:39.08 |       |
| 7  | 8   | Hongkong          | 3:40.08 |       |
| 8  | 1   | Rosja             | 3:42.63 |       |